# Aptychotrema rostrata
Aptychotrema rostrata es una especie de peces de la familia Rhinobatidae en el orden de los Rajiformes.

## Morfología
• Los machos pueden llegar alcanzar los 72 cm de longitud total y los 120 cm en las hembras.

## Distribución geográfica
Se encuentra en las  costas de Australia.